# 纽氏梅花雀
纽氏梅花雀（学名：Glaucestrilda thomensis），是梅花雀科梅花雀属的一种，分布于安哥拉和纳米比亚。全球活动范围约为95,400平方千米。该物种的保护状况被评为近危。
纽氏梅花雀的平均体重约为7.0克。栖息地包括干燥的稀树草原和亚热带或热带的（低地）干燥疏灌丛。